# 1202년

## 연호
- 남송(南宋) 가태(嘉泰) 2년
- 금(金) 태화(泰和) 2년
- 일본(日本) 겐닌(建仁) 2년
- 서하(西夏) 천경(天慶) 9년
- 리 왕조(李朝) 티엔뜨자투이(天資嘉瑞) 17년 / 티엔자바오흐우(天嘉寶祐) 원년

## 기년
- 남송(南宋) 영종(寧宗) 8년
- 금(金) 장종(章宗) 13년
- 고려(高麗) 신종(神宗) 5년
- 서하(西夏) 환종(桓宗) 9년
- 리 왕조(李朝) 고종(高宗) 27년

## 사건
- 제4차 십자군이 시작되다.
- 명종, 창락궁에서 세상을 떠남. 방년 72세, 향년 71세.

## 사망
- 고려(高麗)의 19대 국왕(國王) 명종(明宗)